# San Francisco 49ers
San Francisco 49ers, är ett professionellt amerikansk fotbollslag från San Francisco, Kalifornien, USA. 49ers spelar i National Football League (NFL) som medlemmar i National Football Conference (NFC) west division. Hemmamatcherna spelas på Levi's Stadium i Santa Clara och har en kapacitet på 68 500 åskådare. 
Laget grundades 1946 som ett expansionslag i All-American Football Conference och anslöt till NFL 1949 när de båda ligorna slogs ihop. Namnet "49ers" kommer från guldgrävarna som anlände i norra Kalifornien under 1849 års guldrush. 49ers spelade sina hemmamatcher på Kezar Stadium i San Francisco innan laget flyttade till Candlestick Park 1970 och sedan till Levi's Stadium 2014.
49ers vann fem Super Bowls mellan 1981 och 1994, ledda av spelarprofiler som Joe Montana, Jerry Rice, Ronnie Lott, Steve Young och tränare Bill Walsh. De har varit divisionsmästare 20 gånger mellan 1970 och 2019, vilket gör laget till ett av de mest framgångsrika i NFL:s historia.
Enligt Forbes Magazine är laget det sjätte högst värderade NFL-laget, värderat till 3,06 miljarder dollar i september 2019. Samma år rankades laget som det 16:e värdefullaste sportlaget i världen.

## Historik
San Francisco 49ers grundades 1946, som en originalmedlem av den nya ligan All-America Football Conference (AAFC) och var San Franciscos första större professionella sportorganisation. 1950 upptogs laget i NFL tillsammans med Cleveland Browns och Baltimore Colts.
Under 1950-talet var 49ers kända för sina så kallade "Million Dollar Backfield", bestående av fyra framtida medlemmar i Hall of Fame. Dessa var quarterback Y.A. Tittle och running backs John Henry Johnson, Hugh McElhenny och Joe Perry.
1977 köptes laget av Eddie DeBartolo Jr. som 1978 anställde Bill Walsh som huvudtränare. Walsh populariserade vad som kom att kallas 'West Coast Offense', vilket använder sig av ett kort, precist och timat passningsspel som en ersättning/förbättring till springspelet. I Walshs första draft valde 49ers quarterback Joe Montana från University of Notre Dame och även wide receiver Dwight Clark.
1981 vann laget sin första Super Bowl efter att dramatiskt ha besegrat Dallas Cowboys i konferensmästerskapet. En match som innehöll en klassisk pass från Montana till Clark vilket kom att kallas för 'The Catch'. I Super Bowl besegrade man Cincinnati Bengals med 26-21.

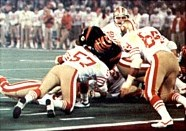
Huvudtränare Bill Walsh ledde San Francisco till dess första NFL-mästerskap när man besegrade Cincinnati Bengals i Super Bowl XVI.

Säsongen 1984 var en av de mest framgångsrika i klubbens historia då man avslutade grundserien 15-1, ett rekord för antal vinster under en säsong vid tidpunkten. I slutspelet besegrade man New York Giants med 21-10, Chicago Bears med 23-0 i konferensmästerskapet och i Super Bowl XIX vann man mot Miami Dolphins, ledda av quarterback  Dan Marino,  med 38-16.
I 1985 års NFL-draft bytte laget bort två av sina val mot New Englands val i den första rundan, det 16:e valet överlag, vilket man använde till att välja wide receiver Jerry Rice. I slutet av 80-talet började en quarterback-fejd uppstå mellan Montana och Steve Young på grund av Montanas vikande spel under slutspelet föregående år. Walsh alternerade mellan Young och Montana (som skadade sig under säsongens första match) ett flertal gånger under säsongen men positionen återtogs slutligen av Montana och laget avslutade grundserien 10-6. I slutspelet besegrade de Minnesota Vikings med 34-9 och Chicago Bears i konferensmästerskapet med 28-3 och kvalificerade sig därmed för klubbens tredje Super Bowl. I Super Bowl XXIII mötte man återigen Cincinnati Bengals. I underläge 16-13 med 3:08 kvar att spela ledde Montana anfallet 92 yards för den vinnande touchdown-passen till John Taylor med 34 sekunder kvar att spela.
Efter Super Bowl XXIII avslutade Bill Walsh sin tränarkarriär och hans defensiva koordinator, George Seifert, tog över som huvudtränare. Under 1989 års säsong passade Joe Montana för 3,521 yards och 28 touchdowns och valdes till ligans mest värdefulla spelare. Jerry Rice ledde ligan med nästan 1 490 yards för mottagna passningar och 17 touchdowns. San Francisco vann sin fjärde raka divisionstitel och besegrade i slutspelet Minnesota Vikings med 41-13 och Los Angeles Rams med 30-3 och kvalificerade sig således till klubbens fjärde Super Bowl där Denver Broncos besegrades relativt enkelt med siffrorna 55-10. 1989 års mästerskapslag anses av många vara ett av de mest dominanta lagen i NFL:s historia, då man lyckades vinna tre slutspelsmatcher med totalt 100 poängs marginal.
Under tidigt 90-tal fortsatte konkurrensen mellan Steve Young och Joe Montana, och efter diskussioner med ägaren och tränaren bad Montana om, och beviljades, en förflyttning till Kansas City Chiefs innan 1993 års säsong. Under lagets första säsong utan Montana avslutade man grundserien 10-6 och förlorade i konferensmästerskapet mot Dallas Cowboys med 38-21.
1994 spenderade laget stora summor på att rekrytera flera stjärnspelare från andra lag som Ken Norton Jr., Gary Plummer och Deion Sanders. San Francisco satte nytt rekord för antal gjorda poäng i grundserien kombinerat med slutspel med totalt 626 poäng och avslutade grundserien 13-3. I sin första slutspelsmatch besegrade de Chicago Bears med 44-15, vilket satte upp ett tredje raka konferensmästerskap mellan 49ers och Dallas Cowboys. San Francisco vann betryggande med 38-28 och avancerade till Super Bowl XXIX där man utklassade San Diego Chargers med 49-26, mycket tack vare sex touchdown-passningar av Steve Young. San Francisco blev därmed den första klubben att vinna fem Super Bowls.
Under 1997 års säsong var Eddie DeBartolo Jr. inblandad i en korruptionsutredning gällande Louisianas guvernör Edwin Edwards och ett av dennes casinos. DeBartolo erkände sig senare skyldig till att underlåtit att anmäla grova förbrytelser och stängdes som följd av detta av från kontroll över 49ers under ett år. Hans Syster, Denise, och hennes make, dr. John York, tog över driften av laget. DeBartolo återvände från sin avstängning 1999 men en rad av rättsmål rörande kontroll av familjens tillgångar ledde till att han avsade sig kontroll till Yorks som en del av en uppgörelse år 2000. Denise York blev styrelseordförande och John York VD.

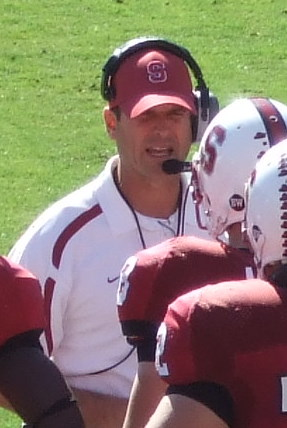
Jim Harbaugh tog över som tränare 2001.

Efter att ha avskedat dåvarande huvudtränare Steve Mariucci efter säsongen 2002 följde närmast ett årtionde av motgångar för laget. Inför säsongen 2003 anställdes Dennis Erickson som huvudtränare, men efter att bara vunnit 9 matcher mot 23 förluster under hans första två år avskedades han efter säsongen 2004. Laget anställde därefter Mike Nolan att leda laget och med det första valet i 2005 års NFL-draft valde man quarterback Alex Smith. Laget visade inledningsvis förbättring under Nolans ledning med fyra vinster 2005 och sju 2006. Säsongen 2007 skadades quarterback Alex Smith i den fjärde matchen och laget vann endast fem matcher. Efter att ha inlett 2008 års säsong med två vinster och fem förluster avskedades Nolan. Som tillfällig ersättare utsågs Nolans assisterande huvudtränare Mike Singletary som efter en lovande avslutning på säsongen befordrades till permanent huvudtränare. Vid samma tidpunkt utsågs också Jed York, son till Denise och John York, till VD för laget.
San Francisco åstadkom 2009 dess första icke-förlorande säsong sedan 2002 med 8 vinster mot 8 förluster och var klara favoriter att vinna NFC West nästkommande säsong. 2010 blev dock fiaskoartad för laget som inledde säsongen 0-5. Singletary avskedades i december 2010 och ersattes tillfälligt av Jim Tomsula i säsongens sista match mot Arizona Cardinals.
Den 4 januari 2011 befordrade Jed York ställföreträdande sportchef Trent Baalke till permanent sportchef. Baalke hade tagit över rollen efter att tidigare sportchef Scot McCloughan avskedats året innan. Två dagar senare, den 7 januari, utnämndes Stanford Universitys tränare Jim Harbaugh till huvudtränare för San Francisco 49ers. Efter slutet av en lockout som hotade att senarelägga eller ställa in säsongen 2011 togs ett kontroversiellt beslut att förlänga kontraktet med Alex Smith med ett år för 4,8 miljoner dollar.

## Hemmaarena

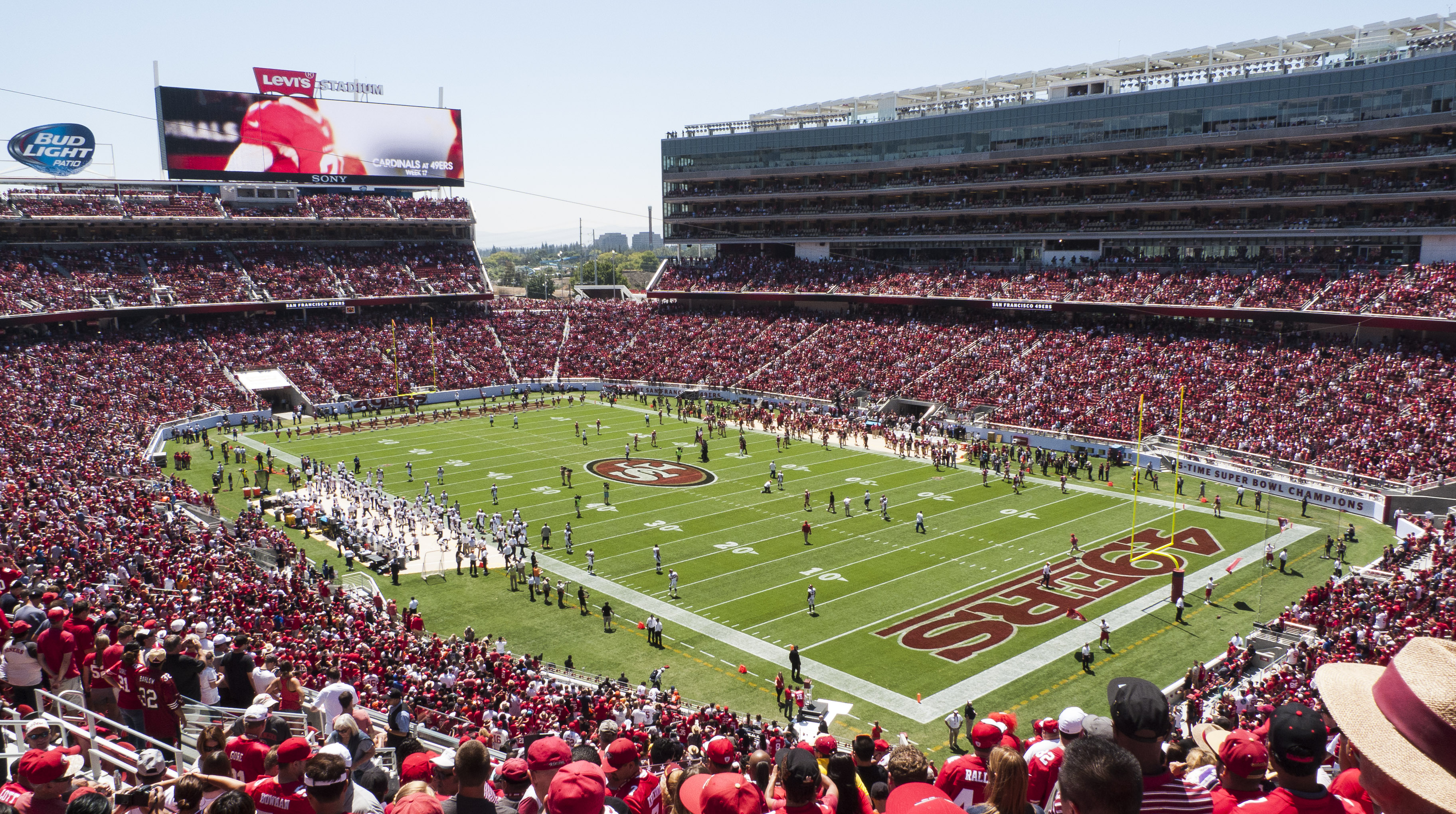
Levi's Stadium under en försäsongsmatch mot Denver Broncos

Sedan 2014 spelar laget på Levi's Stadium i Santa Clara. Arenan har en kapacitet för 68 500 åskådare. Från 1971 till 2013 spelade laget sina hemmamatcher på Candlestick Park och dessförinnan på Kezar Stadium.

## Tävlingsdräkt och logotyp

### Logotyp
Den ursprungliga 49ers-logotypen var en guldgrävare från Guldrushen i Kalifornien, klädd i rutiga byxor och röd tröja och avfyrande två pistoler, där röken från den ena formade ordet "Forty-Niners".  Från 1962 har klubbens logotyp varit det ikoniska "SF" i mitten av en röd oval och sedan dess har mindre modifieringar, såsom en svart yttre kant på ovalen 1989 och en guldtrim på ovalens insida som lades till 1996.

### Tävlingsdräkt
- Hemma: Röd tröja med vit text, guldfärgade byxor med röd/svarta revärer
- Borta: Vit tröja med röd text, guldfärgade byxor med röd/svarta revärer
- Hjälm: Guldfärgad med röd mittlinje med svarta kanter, och SF i en röd oval på sidorna.

## Mästerskapstitlar
| År                                 | Huvudtränare   | Super Bowl | Plats                  | Motståndare        | Resultat | Ref.   |
| ---------------------------------- | -------------- | ---------- | ---------------------- | ------------------ | -------- | ------ |
| 1981                               | Bill Walsh     | XVI        | Pontiac, Illinois      | Cincinnati Bengals | 26-21    | [ 8 ]  |
| 1984                               | Bill Walsh     | XIX        | Stanford, Kalifornien  | Miami Dolphins     | 38-16    | [ 9 ]  |
| 1988                               | Bill Walsh     | XXIII      | Miami, Florida         | Cincinnati Bengals | 20-16    | [ 10 ] |
| 1989                               | George Seifert | XXIV       | New Orleans, Louisiana | Denver Broncos     | 55-10    | [ 11 ] |
| 1994                               | George Seifert | XXIX       | Miami, Florida         | San Diego Chargers | 49-26    | [ 12 ] |
| Totalt antal Super Bowl-vinster: 5 |                |            |                        |                    |          |        |

## Kända namn
- Joe Montana
- Jerry Rice
- Steve Young
- Ronnie Lott
- O.J. Simpson

## Tränare
- Buck Shaw (1946–1954)
- Red Strader (1955)
- Frankie Albert (1956–1968)
- Red Hickey (1959–1963)
- Jack Christiansen (1963–1967)
- Dick Nolan (1968–1975)
- Monte Clark (1976)
- Ken Meyer (1977)
- Pete McCulley (1978)
- Fred O'Connor (1978)
- Bill Walsh (1979–1988)
- George Seifert (1989–1996)
- Steve Mariucci (1997–2002)
- Dennis Erickson (2003–2004)
- Mike Nolan (2005–2008)
- Mike Singletary (2008–2010)
- Jim Tomsula (2010)
- Jim Harbaugh (2011–2014)
- Jim Tomsula (2015)
- Chip Kelly (2016)
- Kyle Shanahan (2017–)